# Xã Ellsworth, Quận Meeker, Minnesota
Xã Ellsworth (tiếng Anh: Ellsworth Township) là một xã thuộc quận Meeker, tiểu bang Minnesota, Hoa Kỳ. Năm 2010, dân số của xã này là 848 người.